# Loma (góry)

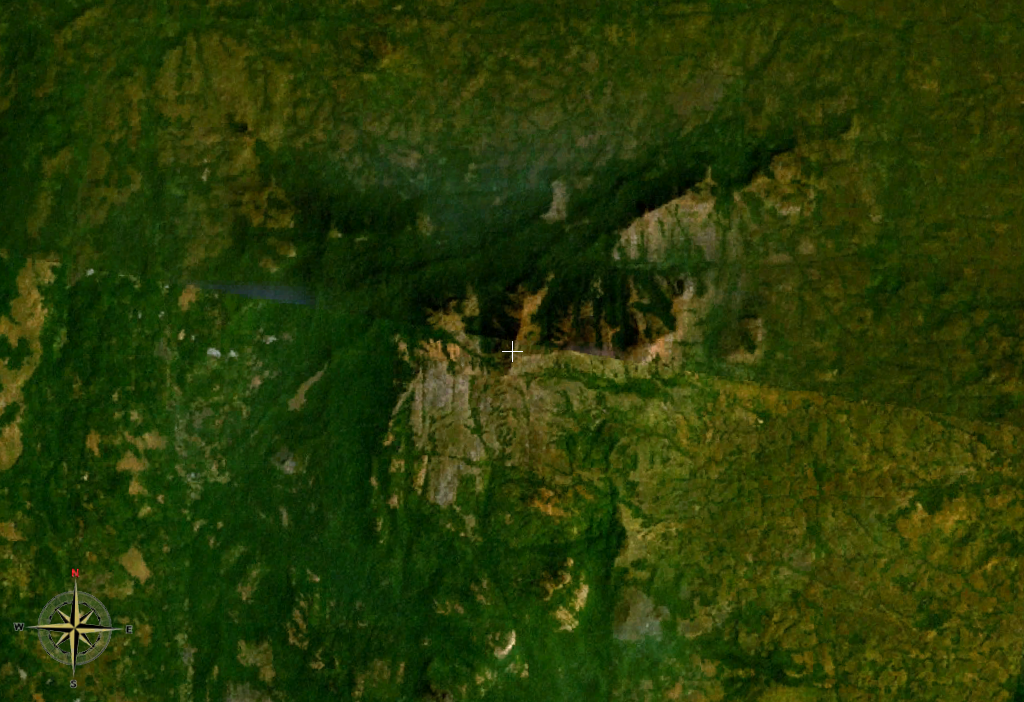
Góra Bintumani w pasmie górskim Loma (zdjęcie NASA)

Loma (ang. Loma Mountains) – pasmo górskie w północno-wschodnim Sierra Leone, w obrębie Progu Górnogwinejskiego, zaliczane niekiedy do masywu Futa Dżalon, z najwyższym szczytem w kraju – Bintumani (1948 m n.p.m.), znanym też jako Loma Mansa. Wschodni obszar pasma sięga też na terytorium Gwinei, gdzie u stóp góry Sougoula rozpoczyna swój bieg rzeka Niger. Góry Loma porasta w dolnych partiach wilgotny las równikowy, w wyższych roślinność trawiasta typu sawannowego.
Część terenu gór objęta jest ochroną w ramach Rezerwatu Leśnego Gór Loma (ang. Loma Mountains Forest Reserve). Żyją tu różnorodne, niespotykane w innych rejonach kraju gatunki ptaków, w tym gatunki zagrożone, m.in. żółtobrzuch żółtogardły (Chlorocichla flavicollis), sępowronka żółtogardła (Picathartes gymnocephalus) i rybiarka kreskowana (Scotopelia ussheri).
Z większych zwierząt spotyka się tu często różne gatunki małp, a także guźce, słonie i lamparty.